# Guillaume de Feltz

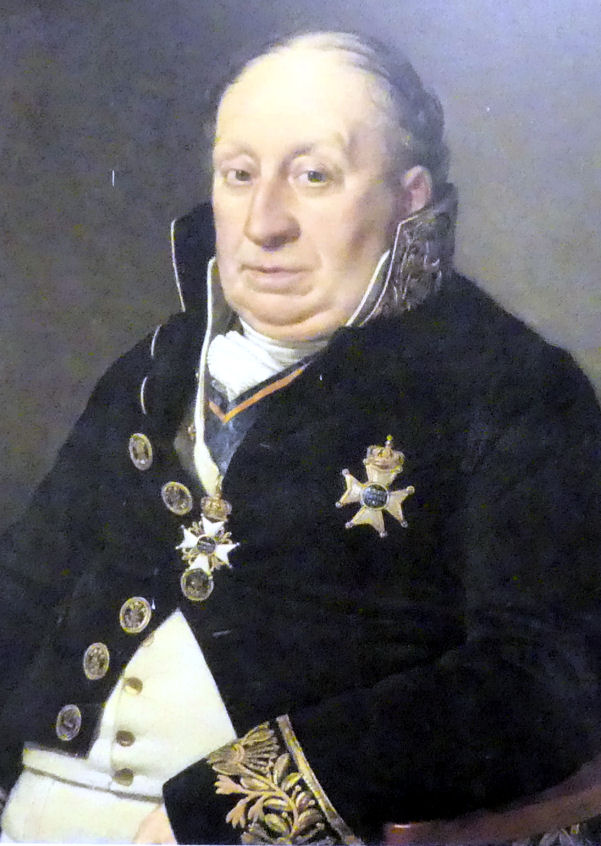
portret

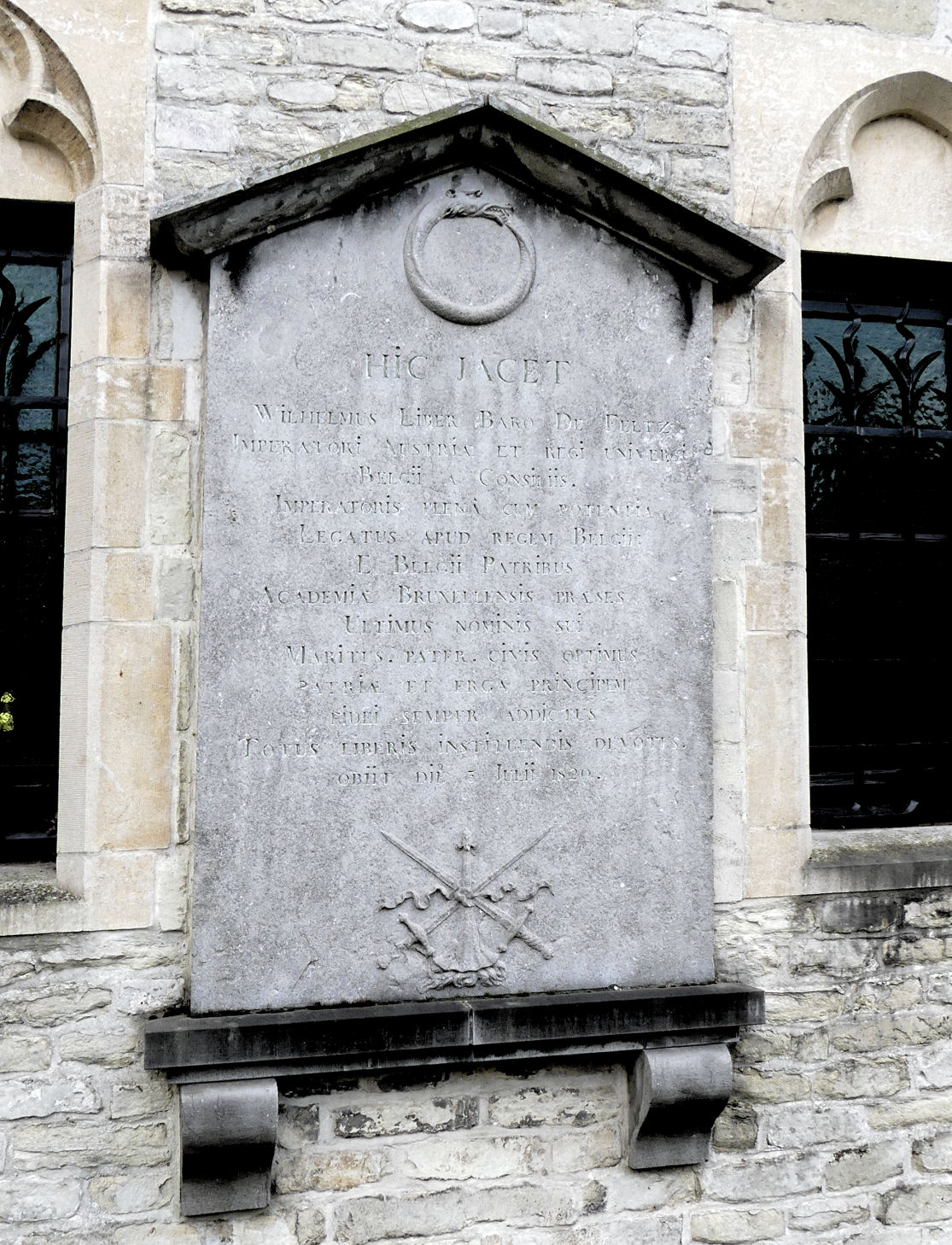
Grafplaat in Bazel

Guillaume Antoine François de Feltz (Luxemburg, 5 februari 1744 - Brussel, 3 juli 1820) was een hoge ambtenaar in de Oostenrijkse Nederlanden en Eerste Kamerlid in het Verenigd Koninkrijk der Nederlanden. De Feltz werd bijgezet in de grafkapel Vilain XIIII, te Bazel.

## Geschiedenis
De familie de Feltz werd in 1740 voor het eerst geadeld in de Oostenrijkse Nederlanden, in de persoon van Jean-Ignace de Feltz, schepen van Luxemburg en ontvanger van de beden en subsidies voor de provincie Luxemburg. In 1757 verleende de keizerin retroactief, ten gunste van de weduwe, Marie-Elisabeth de Mewen, barones van Moestroff, de titel baron de Feltz en de Moestroff.
Een zoon van dit echtpaar was Guillaume-Antoine de Feltz. Hij trouwde in 1775 in Brussel met Rosalie Helman de Ter Meeren (Brussel, 1757 - Wenen, 1795). Hij was al in 1772 tot baron verheven.
Zoals zijn vader volgde hij een administratieve carrière. Hij was pas tweeëntwintig toen hij directeur van het kadaster werd voor Luxemburg en vervolgens belast werd met de publicatie van de verzamelde gegevens. Hij werd daarna raadsheer bij het Rekenhof en zetelde vanaf 1783 in het Comité voor de Religiekas, dat de kloostersluitingen organiseerde.
De Brabantse revolutie deed hem als Oostenrijkgetrouwe naar de Noordelijke provincies vluchten. Toen het Oostenrijkse gezag in 1790 hersteld was, werd hij lid van de Raad van State en Secretaris van State en Oorlog. Hij werd ook effectief lid van de Keizerlijke en Koninklijke Academie van Wetenschappen en Letteren van Brussel en curator van de Universiteit van Leuven.
Vanaf 1794 vestigde hij zich in Wenen, waar zijn vrouw in 1795 overleed. Hij werkte er in de regeringsdepartementen voor buitenlandse zaken en financiën. Daarna werd hij tot buitengewoon gezant en gevolmachtigd minister benoemd in Den Haag bij de Bataafse republiek en bij het Koninkrijk Holland, tot aan de opslorping ervan door het Eerste Franse keizerrijk. 
In 1814 keerde de Feltz naar de Zuidelijke Nederlanden terug. Hij verkreeg onder het Verenigd Koninkrijk der Nederlanden in 1816 erkenning in de erfelijke adel met de titel baron, overdraagbaar op alle nakomelingen en met benoeming in de Ridderschap van de provincie Luxemburg. Hij werd ook benoemd tot lid van de Eerste Kamer, tot Staatsraad en tot voorzitter van de heropgerichte 'Koninklijke Academie van Wetenschappen en Letteren van Brussel'.
Het echtpaar De Feltz - Helman de ter Meeren had vier kinderen: slechts één jongen, Louis (1777-1778) en drie dochters, van wie de oudste zeer jong overleed.
- Marie Françoise de Feltz (° 1779) trouwde met de Oostenrijkse generaal, graaf Philippe de Hemricourt de Mozet de Pinchart (1762-1854) en behoorde voortaan tot de Oostenrijkse adel.
- Sophie-Louise-Zoé de Feltz (1780-1853) trouwde met graaf Philippe Vilain XIIII, lid van het Nationaal Congres en senator. Ze hadden acht kinderen, onder wie Charles Vilain XIIII, lid van het Nationaal Congres en voorzitter van de Kamer van volksvertegenwoordigers en Alfred Vilain XIIII, senator. Bij hun kleinkinderen was er senator Georges Vilain XIIII en bij hun achterkleinkinderen senator Stanislas Vilain XIIII. Verder waren er verschillende burgemeesters van Bazel en andere gemeenten, alsook diplomaten. Er zijn afstammelingen tot heden.

De familie de Feltz doofde uit in 1820 en de laatste vrouwelijke naamdrager stierf in 1853.